# Fantasia (Maghreb)
La Fantasia o Tbourida (in arabo تبوردة‎?) è una tradizionale esibizione equestre originaria del Maghreb eseguita in occasione di eventi culturali o di matrimoni.

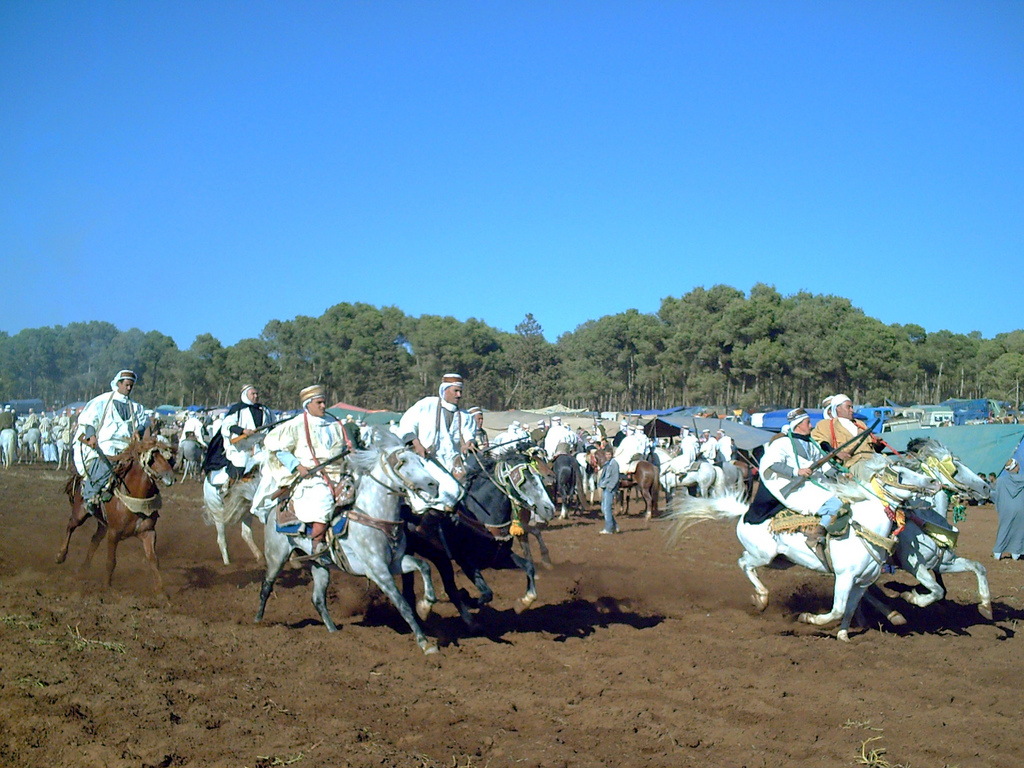
Esibizione fantasia a Mostaganem (2008).

L'esibizione consiste nella partecipazione di un gruppo di cavalieri in abiti tradizionali, che percorrono un percorso rettilineo alla stessa velocità in modo da formare una linea, per poi, alla fine del percorso (di circa duecento metri), sparare al cielo con vecchi moschetti. La difficoltà della prestazione è nel sincronizzare il movimento dei cavalli durante l'accelerazione della carica, e specialmente nello sparare contemporaneamente in modo da far sentire i colpi all'unisono.
Le razze di cavalli più usati sono il cavallo berbero e il cavallo arabo.
L'UNESCO ha inserito questa pratica tra i patrimoni culturali immateriali del Marocco